# Austrophlugis orumbera
Austrophlugis orumbera är en insektsart som beskrevs av Rentz, D.C.F. 2001. Austrophlugis orumbera ingår i släktet Austrophlugis och familjen vårtbitare. Inga underarter finns listade i Catalogue of Life.